# بهترین وقت زندگی‌مون
بهترین وقت زندگی‌مون (به انگلیسی: The Time of Our Lives) یک آلبوم چندآهنگه از خواننده و بازیگر آمریکایی، مایلی سایرس، می‌باشد. این آلبوم در ۲۸ اوت ۲۰۰۹ توسط هالیوود رکوردز انتشار یافت.

## رتبه‌ها
این آلبوم در بیلبورد ۲۰۰، رتبه دوم را در هفته‌های دوم، سوم و پنجم کسب کرده‌است و این آلبوم جزو ۳۰ آلبوم پرفروش سال ۲۰۰۹، با فروش ۱۵۹۸۰۰۰ نسخه بوده‌است.

## آهنگ‌ها
1. جیغ و لگد - ۲:۵۸
2. پارتی در آمریکا - ۳:۲۲
3. نگاهت که می‌کنم - ۴:۰۹
4. بهترین وقت زندگی‌مون - ۳:۳۲
5. حرف زدن خرج نداره - ۳:۴۰
6. غرق - ۴:۰۴
7. قبل از قدرت - ۴:۳۵
8. صعود - ۳:۵۵